# Tetranychus andrei
Tetranychus andrei är en spindeldjursart som beskrevs av Baker och Pritchard 1960. Tetranychus andrei ingår i släktet Tetranychus och familjen Tetranychidae. Inga underarter finns listade i Catalogue of Life.